# Gremolata
Gremolata (ou gremolada) é um condimento tradicional do prato italiano osso bucco. É uma mistura de alho e salsa bem picados e a raspa da casca de limão. Gremolatas possuem variações, segundo o gosto e a criatividade dos comensais e cozinheiros, podendo ser feitas com alcachofras, girassóis, nozes, amêndoas e muitas outras possibilidades.